# 劇場版 仮面ライダー555 パラダイス・ロスト
『劇場版 仮面ライダー555 パラダイス・ロスト』（げきじょうばん かめんライダーファイズ パラダイス ロスト）は、2003年8月16日より東映系で公開された日本の映画。同時上映は『爆竜戦隊アバレンジャー DELUXE アバレサマーはキンキン中!』。
キャッチコピーは「戦闘は最高潮へ。帝王のベルトをめぐる救世主伝説。」、「真・救世主伝説。ライダー部隊出現。いよいよ聖戦開始。」。

## 概要
特撮テレビドラマ「平成仮面ライダーシリーズ」『仮面ライダー555』の映画化作品である。本作品はテレビシリーズとはリンクしないパラレルワールドの作品となっている。これは前作『劇場版 仮面ライダー龍騎 EPISODE FINAL』がテレビシリーズとの連動を重視した内容であったため、本作はテレビシリーズとは異なる、独立した1本の映画として成功させようという意図があった。独立性を高めるため、テレビシリーズでの衣装やセットなどはほとんど使用されていない。また、本作品で着用している衣装は、仮面ライダーシリーズや過去の石ノ森作品のテイストを織り交ぜている。
配役では、初の外国人ライダーとして注目されたピーター・ホーの他、ブレイク前の速水もこみちが映画初出演となった。シリーズOB・OGの再出演では、津田寛治、角替和枝、田口主将など平成シリーズの名脇役に加え、納谷悟朗、加藤精三、飯塚昭三ら昭和仮面ライダーシリーズで活躍した俳優・声優が本作品では黒幕として顔出し出演している。
終盤のクライマックスの場面では、観衆が控えた巨大ドーム闘技場で決戦に挑む、そのエキストラが映画『十戒』の如く主人公が歩む道を開けるなど、古代ローマ神話を彷彿（）とさせる演出が多々見られる。これに対し、監督は「本作品で映画『ベン・ハー』のようなクライマックスをやりたかった」と言及している。
前年までと同様に、仮面ライダーファイズのブラスターフォーム、ウルフオルフェノク、ホースオルフェノク（激情態）、ライオトルーパーといった新フォーム、新キャラクターの先行登場も踏襲されている。特に、ウルフオルフェノクはテレビシリーズに先行して巧の正体が判明するものであったが、撮影に参加していた後述の1万人のエキストラたちにもその時点では知らされていなかったため、実際にそれを目の当たりにしたことによってどよめきが起こったといい、試写の段階でも同様にどよめきが起こったという。
オートバジンはフルCGで表現する予定であったが、テレビシリーズでオートバジンのスーツアクターを務めていた押川善文はそのことを伝えられずに現場で待機していたため、田﨑の配慮によりワンカットだけスーツで撮影された。
撮影には前作『劇場版 仮面ライダー龍騎 EPISODE FINAL』同様、スローモーションと画の調子のメリットのため、カメラにはバリカムが使用されているほか、ラジコンヘリや簡易モーションコントロールヘッドが使用されている。
企画書での仮題は『仮面ライダー555NEXT』と付けられており、重要な役回りとして勇治に共鳴して行動を共にするオルフェノクの少年「小倉ひろみ」が登場する予定だったが、上映時間の関係からなくなったと思われる。
井上敏樹は本作品の脚本をグランドプリンスホテル新高輪の一室で2週間缶詰になった末に完成させている。

### エキストラロケとギネスブック認定
本作品の大きな見所として、クライマックスシーンに登場する1万人の観客役の公募エキストラ出演が挙げられる。さいたまスーパーアリーナで行われた1万1千人のエキストラロケ・ファイナルシーンは、マスメディアや特撮雑誌でも注目されて話題となり、一作の映画における出演者としては当時史上最高としてギネス・ワールド・レコーズに公認された。応募総数は90,000人とされる。
エンドクレジットでは出演した代表者が紹介されており、その名前の字間を使って「THANK YOU !」と書かれている。また、エキストラには仮面ライダーのファンとしても知られる声優の間島淳司や真田アサミのほか、福山潤とともに2024年のアニメ映画『風都探偵 仮面ライダースカルの肖像』に関わることとなるアニメーター・監督の椛島洋介も参加している。
2016年の上映イベントにて、監督の田﨑や主演の半田はエキストラの演技力や意識の高さを評価し、特撮監督の佛田洋も動きがうまくいっていたために合成がやりやすかったことを述懐している。

## あらすじ
遠くない未来、どこかの国。全世界は人類の進化形たるオルフェノクの組織であるスマートブレイン社が完全に統治し、すでに人類のほぼ全てはオルフェノクと化していた。2,433人を残すのみとなった人間たちは廃墟のような居住区に追いやられ、オルフェノクに脅える日々を過ごしていた。そんな状況に反逆する一部の者は人間解放軍を結成していた。逆転する唯一の手段として、スマートブレイン社が持つファイズ以上の力を引き出す二つの帝王のベルトの奪取を試みるも力の差は圧倒的で、敗北を重ね続ける。
そんな中、最後まで希望を失わず、レジスタンス活動を続ける解放軍の象徴である園田真理は、人類に味方する木場勇治ら3人のオルフェノクたちと共に、行方が知れない救世主ファイズ＝乾巧の帰還を信じていた。しかし、スマートブレイン社の1万人にもおよぶライオトルーパー部隊の総攻撃の前に消えた巧の消息は、いまだつかめていなかった。解放軍のリーダーである水原や、解放軍で唯一オルフェノクとまともに戦える用心棒の仮面ライダーカイザ＝草加雅人たちは、もはや真理の言葉に耳を貸さず、それぞれに身勝手な行動を繰り返し、解放軍は明日の希望も見出すことのできない悲惨な状況になっていた。
真理は人々に希望を与えるため、仮面舞踏会を催すことを決意する。その準備をしながらの日々に人類解放軍は希望を見出していくものの、帝王のベルトを装着した仮面ライダーサイガ＝レオとライオトルーパー部隊の強襲により、雅人を始め、多くの人々が命を落とす。中止を余儀なくされた舞踏会の会場に佇む真理の前に現れたのは、記憶を失い「隆」という靴職人として、少女・ミナと暮らしていた巧であった。真理との再会で記憶を取り戻した巧は、再びファイズに変身し、その場に現れたライオトルーパー部隊を蹴散らす。
巧は人間解放軍に合流するが、その直後に水原がファイズギア強奪を企んだことによりミナが殺され、水原自身も自滅に近い形で死亡する。これによって、水原殺害の犯人として木場ら3人が追放されてしまう。木場らは身の潔白を証明すべく、捨て身の覚悟でスマートブレイン社本社に乗り込み、帝王のベルト奪取を目論む。しかしその行動は筒抜けであり、木場は2人の仲間を失ったうえ、スマートブレイン社の策謀によって人間に裏切られたと思い込み、絶望する。また人間解放軍の居住区を再びサイガとライオトルーパー部隊が襲い、真理がさらわれてしまう。巧は人間解放軍と袂を分かち、単身真理の救出に向かう。
公開闘技場にて大観衆が真理の処刑へのカウントダウンを叫ぶなか、ファイズ＝巧が乱入する。ファイズは巨大オルフェノクであるエラスモテリウムオルフェノクから間一髪で真理を救い出し、続けて現れたサイガを激戦の末に倒す。そこに、オルフェノクとして生きることを誓い、帝王のベルトを身に着けた木場が現れ、仮面ライダーオーガに変身、ファイズを圧倒する。追い詰められた巧は、ウルフオルフェノクとしての正体を晒して反撃しつつ、木場や真理と言葉を交わして救世主としての道を歩むことを決意、ファイズブラスターフォームへと変身しオーガを倒す。改心した木場は、身を挺してエラスモテリウムオルフェノクから真理を守り、自分の夢を巧に託して息を引き取る。巧は立ち塞がる観衆らを一喝して退け、真理と手を取り合い「行けるところまで行く」と決意を語りながら闘技場から去っていく。

## 登場人物
本作品オリジナルの登場人物のみ記述。
ミナ
記憶喪失の巧（隆）と暮らす少女。亡くなった靴職人の父親の跡を継いで居住区の市場で靴屋を営んでいる。言葉遣いは男勝りで、ガサツでズボラと自認しているが心優しい性格の持ち主で、木場たち3人のオルフェノクにも友好的だったが、そのために近所の商人たちからは陰湿な嫌がらせを受けている。
記憶を取り戻した巧の「なぜ自分は隆としての記憶もあるのか」との問いには、「昔から友達がいない自分のため、父が巧の記憶を知り合いの医師に頼んで「ミナの幼馴染」とすり替えたものだった」と説明している。巧が仮面舞踏会で記憶を取り戻してしまったことで彼を拒絶するが、彼の優しさに心を開き、元々は巧が所持していたファイズブラスターを託す。しかし、ファイズギアを奪おうとした水原の銃撃から巧をかばい絶命する。
- 企画書時の名前は「ユリ」であった。

水原（）
人間解放軍の戦闘面を仕切るリーダー。20歳。白いバンダナがトレードマーク。勇猛果敢な戦士であり、彼に同調する仲間も少なくない一方、覇権をオルフェノクから奪還すべく、身勝手で無責任な言動や手段を厭わない強硬的な手段が目立つため、真理とは反目している。同様にファイズギアを渡すよう、要求した巧からも「小学校時代、自分を勝手に班長に任命したクラスメイトに似ている」と嫌味を言われている。
メサイアコンプレックスが非常に強く、自分の手で救世主伝説を成すために帝王のベルトやファイズギアを欲している。
記憶を取り戻した巧からファイズギアを盗んで殺害しようと企むが、巧をかばったミナを誤って射殺。ファイズギアを強奪して逃亡するも、ファイズギアを奪還するために後を追ってきた木場に現場を見とがめられ、変身を試みるが叶わず、そのことを木場に指摘されて逆上。手榴弾で不意打ちを食らわせるが、この際に吹き飛んだホースオルフェノクの魔剣が腹部を貫くという、自業自得の形で死亡する。その一部始終を1人の解放軍兵士が見ていたことが、後に木場たちが解放軍から追放されるきっかけとなる。

野村（）
人間解放軍の武器開発担当を務める科学者。新型弾頭のスパイラル弾など対オルフェノク用の兵器を幾つか開発しているが、いずれも実用レベルには至っていない。
物語後半では服用することにより、ギア不適合者の普通の人間が変身を一度だけ可能とするドリンク薬 変身一発を開発。これを飲んだ啓太郎をカイザに変身させることに成功する。変身後に啓太郎が死ぬという当初の予測に反して、ベルトが灰化・消滅した。困惑する啓太郎に対して「世の中甘くないな。変身一発は一発でお終い。なんてな！」と笑って済ませている。

レオ / 仮面ライダーサイガ
村上直轄の用心棒的存在でスマートブレイン親衛隊を務める東洋系の外国人の青年。仮面ライダーサイガに変身する。勇治たち人間に味方するオルフェノクの始末を委ねられていた。感情を表に出さず無口で「変身」以外は常に英語を話す。高い能力を持つ上級のオルフェノクであるが、劇中では人間態で登場。この姿でも人差し指先を伸長させた使徒再生の触手を使うことができる。首背筋にスマートブレインのロゴのタトゥーが施されている。
仲間のオルフェノクを躊躇わず殺害するなど、クールかつ冷徹な性格で相手に対して指を差すなど挑発的な態度を取ることが多い。
人間解放軍との戦闘では「天のベルト（サイガギア）」の力を駆使し、カイザ＝草加雅人を難なく打ち破ってみせた。その後は真理をさらい、スマートブレインの闘技場に乗り込んだファイズ＝乾巧と交戦。激闘の末にサイガスラッシュを繰り出そうとするが、真理にファイズエッジを手渡されたファイズに受け流された挙げ句、カウンターのスパークルカットで胴を両断され、サイガギアごと灰化、死亡した。
小説『S.I.C. HERO SAGA MASKED RIDER 555 EDITION -ロスト・ワールド-』では、部隊長同様のライオンオルフェノクが正体とされ、“レオ”の名もこれに由来するとされている。

スマートブレイン社 大幹部
村上よりさらに高位の立場にある、スマートブレイン社のトップメンバー。劇中では3人が登場。
社長室の中空に浮かぶ顔のみの映像を介して、村上たちに指示を出すが実際に姿を現すことはなく、その実体については最後まで触れられることはない。

## 仮面ライダー
本作品にのみ登場するサイガとオーガは、スマートブレイン社が反乱分子を排除して自らの権威をより強固なものにするためにファイズやカイザを基に開発したライダーズギアであり、劇中では帝王のベルトと呼称される。既存のライダーズギアを超える強大な力を秘めているが、高すぎる性能のためにオルフェノクの中でも相応の資質を備えた「上の上のクラスのオルフェノク」しか装着できず、並のオルフェノクが装着するとフォトンブラッドの威力に負けて灰化してしまう。
これら2体のライダーは、スーツの材質にファイズらに用いられるソルメタルの2倍以上の強度を持つスマートブレイン・マテリアルが開発した新素材の超鋼金属、ルナメタルを使用しているという設定がある。また、フォトンブラッドの流動量が多いため、常にファイズやカイザのように循環させると自壊することから、フォトンストリームを改良し、胸部中央のコアから必要分のフォトンブラッドを供給することで限界活動時間の上昇やスーツへの負荷を軽減している。

### 仮面ライダーサイガ
ギリシャ文字のΨ（プサイ）を模したデザインの仮面ライダー。数字表記やスタートアップコードは「315」。エネルギー流動経路のフォトンストリーム Ver.2の色は青で、複眼スカイハイ・ファインダーの色は紫。ファイズの倍以上の流動量のフォトンブラッドを制御するため、胸部中央のψコアによってコントロールしている。また本作品ならびにテレビシリーズに登場するライダーの中では唯一、スーツの色が白になっている。
変身の手順はファイズと同様。ファイズやカイザのバージョンアップ版ともいえるが、空中戦を想定して開発されたライダーズギアで、専用装備であるフライングアタッカーによって高い機動力と制空能力を持ち、ファイズやカイザのようにツールを装着せずに必殺技を放つことが可能。劇中ではスマートブレイン親衛隊のエリートであるレオが変身する。
戦闘能力は非常に高く、地上での肉弾戦においてもマスターした空中奇襲攻撃やカンフー技などの格闘技を駆使し、カイザとの戦いではグランインパクトを軽くいなしたうえ、サイドバッシャーによるフォトンバルカンの攻撃も空中機動によって全てかわしているほか、ホース・クレイン・スネークオルフェノクの3人を同時に相手取って互角に戦っている。一方ファイズ相手では苦戦する場面もあり、アクセルフォームによる追撃から逃げきれずフライングアタッカーを破壊され、格闘戦の末に敗北している。
後述するように設定上はライダーキックに類する必殺技なども存在するが劇中では未使用であり、主な決め技としてはフライングアタッカーを駆使して相手をつかみ、そのまま上空に飛んでから反転して急降下して相手を大地に叩きつけるという戦法を使用する。ただし、対カイザでは目標地点付近にあったマイクロバスが爆発しかけたことで制動がかかったほか、対ファイズでも同様のことを試みているが、こちらは急降下中に至近距離からフォンブラスターを受けたためにいずれも失敗している。
- 企画書では「スカイ」という名称で、台本決定稿でもこのように記載されていたため、撮影現場でもこう呼ばれていた[3]。
- デザインは、石森プロの飯田浩司がテレビシリーズでの3人目の仮面ライダーとしてデザインしたもの[24]。メインカラーは空を飛ぶライダーであることから、青空に映える白となっている[25]。素材の発達によって、それまで敬遠されていた白いスーツのキャラが実現した[25]。
- 飛行シーンは、CGではなく、ミニチュアとスーツを併用して撮影されたが、ミニチュアは1万人エキストラの撮影時に抽選でプレゼントされたため、現物は存在していない[3]。
- ピーター・ホーが演じるため、少しカンフーのようなアクションにしている[3]。

サイガギア
SB-315B サイガドライバー
ベルト型変身ツール。カラーリングを除けばファイズの物と同様。帝王のベルトの一つで、別名「天のベルト」。
SB-315P サイガフォン
携帯電話型トランスジェネレーター。通常の携帯電話としても使用可能。サイガドライバーと連動することで適合者をサイガへと変身させる。形状や待機音、カラーリングやスイッチ音などはファイズフォンとほぼ同様だが音声が半音下げられている。また、ミッションメモリーが異なる。
フォンブラスター
サイガフォンをトランスブリッジを軸に横方向に折り曲げることで完成する可変式光弾銃。ファイズの物と同型だが、こちらの方が威力は高い。並のオルフェノクなら数発撃たれただけで灰化してしまう。
SB-315F フライングアタッカー
- 重量：37 kg（推定）
- 最高飛行時速：820 km
- 最高高度：地上5,000 m

サイガギア専用飛行ユニットの飛行用バックパック。変身の際に装備を選択でき、変身後の着脱も可能。後方の本体より伸びる飛行時の操縦桿、ステアコントローラーによって操作を行い、メインブースターとレベルブースターによって高い精度とスピードを併せ持った縦横無尽の空中機動により、圧倒的な制空力を持つ。エネルギー源であるフォトンブラッドがサイガスーツ本体から供給されているため、ドライバーが破壊されない限り、無限の滞空時間を得る。
飛行に用いるほか、ブースターライフルモードやトンファーエッジモードとしても使用できる。
ブースターライフルモード
銃火器形態。フォトンマズルを備えた左右ブロックを水平にすることで可変する。濃縮フォトンブラッド光弾をフォトンマズルより発射する光子バルカンを主兵装とし、秒間120発もの連射が可能なライフルモードと、エネルギーを充填し一撃必殺の威力を発揮するシングルモードを使い分けられる。この形態でも補助用のレベルブースターによって飛行は可能。
トンファーエッジモード
ステアコントローラー右側の上面にミッションメモリーを装填し、本体から引き抜いて変形させた二本一対の接近戦用トンファー型武器。この形態に移行する際、本体は背面から排除されるため、飛行はできないものの、小型ながらファイズエッジやカイザブレイガン・ブレードモード以上の攻撃力を持つ。

必殺技
コバルトスマッシュ
フライングアタッカーによって飛翔し、空中高くからブーストを利用してクリムゾンスマッシュの倍以上の破壊力の跳び蹴りを放つ。劇中未使用。破壊力は34トン。
スカイインパクト
上空からフライングアタッカーのブーストを利用してグランインパクトと同等の破壊力の強力なパンチを繰り出す。劇中未使用。破壊力は5.2トン。
サイガスラッシュ
エクシードチャージしたフライングアタッカー トンファーエッジモードで突進し、エナジーブレードで敵を斬り裂く。

その他の登場作品
『仮面ライダーディケイド』
テレビシリーズに登場。「カブトの世界」で仮面ライダーディエンドに召喚される。同様に英語で喋る。

### 仮面ライダーオーガ
ギリシャ文字のΩ（オメガ）を模したデザインの仮面ライダー。数字表記やスタートアップコードは000。エネルギー流動経路のオメガストリームの色は金で、複眼クリスタルスコープの色は赤。機動性重視のサイガとは対照的にパワー重視の設計で、通常時でさえサイガギアの2倍強以上のフォトンブラッドを生成しており、ファイズ ブラスターフォームを凌駕する基本身体能力を持つ。また、両肩・両手甲・背部の小型サブコアブラッディオーヴから流出した超高出力のフォトンブラッドを制御する目的で、メイン動力炉となるエネルギーバンクオーガコアの他に全身の各所にサブコアフォトンターミナルXが設けられている。ルナメタルを用いた強固な装甲だけでなく、腰回りのマントで「賢者の衣」の異名をとる幾重にもオメガストリームが配された特殊繊維ワイズマンローブは、集中させたフォトンブラッドによって理論上では最大出力時に太陽の表面温度に匹敵する超高熱をも防ぐなど、桁違いの防御力も発揮する。
変身の手順は他のライダーと同様。その最大出力は計り知れずオルフェノクの中でも心・技・体の全てにおいて優れた者でしか扱えず、それ以外の者は変身時の衝撃に耐えきれず灰となって即死する。劇中では木場勇治が変身する。
- 企画書では「グラン」という名称で、台本決定稿でもこのように記載されていたため、撮影現場でもこう呼ばれていた[3]。
- はめ込んだΩのバランスからデザインされ、花魁の結髪を含めて和とギリシャの混合で処理されており、肩当てとマントを大きくすることで頭部とのバランスを取っている[25]。Ωには記号上では中央に何もないことから、顔の中央が隠れていなかったため、複眼は断念された[32]。女性の髷髪「横兵庫」がデザインモチーフで、耳の装飾は簪をイメージしている[25][32]。基本的な下半身のデザインはファイズと同様だが、ポインター装着用のベルトパーツがない[25]。
- アクションはファイズを右腕一本で相手にするなど、とにかく強いということが伝わるように意識している[3]。

オーガギア
SB-000B オーガドライバー
ベルト型変身ツール。カラーリングを除けばファイズの物と同様だが、ベルト部分が革のような質感である。帝王のベルトの一つで、別名「地のベルト」。
SB-000P オーガフォン
携帯電話型トランスジェネレーター。通常の携帯電話としても使用可能。オーガドライバーと連動することで適合者をオーガへと変身させる。形はファイズフォンと同型だがスイッチ音と音声、カラーリング、ミッションメモリーが異なる。作中では使われていないが、設定上はフォンブラスターへの変形機構も備えている。
SB-000S オーガストランザー
オーガを象徴する専用武器で、「冥界の剣」の異名をとるマルチウェポン。光刃剣と光弾銃の2形態をとるため、より強力にしたカイザブレイガンともいえる。ブラッディオーブを備えているため、フォトンブラッドを単体で制御することが可能。右腰のホルダーに携行する。
短剣モード
通常携行時の形態で、2本の刃は斬りつけるだけでなく先端からフォトンブラッド光弾を発射する銃の機能も持つが、この形態では未使用。
長剣モード
ミッションメモリーを柄に装填して、刀身からエネルギーが伸びて構成された巨大剣形態。作中では終始この形態のみを使用しており、強大な破壊力を持つ刃で敵を切り裂く。

必殺技
オーガ・ストラッシュ
長剣モードに変形させ、エクシードチャージしたオーガストランザーから伸びる伸縮拡張自在の刀身を象ったフォトンブラッドの刃で敵を斬り裂く。

その他の登場作品
『仮面ライダーディケイド』
テレビシリーズに登場。「ファイズの世界」でオーガドライバーが海東が位置付けるお宝として登場。「ネガの世界」ではダークライダーの1体として登場し、怪人が擬態した坂田健児（演：坂本恵介）が変身する。
- 後に木場勇治役の泉政行は『ディケイド』公式読本のインタビューにて、自分だけのライダーである仮面ライダーオーガに他の俳優が変身したことについて怒りにも似た感情を露わにしている。

『仮面ライダー×仮面ライダー×仮面ライダー THE MOVIE 超・電王トリロジー』
仮面ライダーディエンド コンプリートフォームに召喚される。

## オルフェノク

### 劇場版のみ・先行登場
- ライオンとエラスモテリウム以外の一般市民やスマートブレイン社員が変化したオルフェノクは、共通の身体に、同様のベース形状の頭部といくつかの胸パーツで各個体を表現し、デザインの強弱を部分的な差異で付けている[25][35]。頭部のデザインは、過去のストックからシルエットに特徴のあるものとオーソドックスなものがピックアップされている[35]。

バタフライオルフェノク
チョウの特質を備えたオルフェノク。スマートブレイン社の女性社員が変化する。スマートブレイン社本社に潜入した解放軍兵士に人質に取られるが、オルフェノク態となって兵士の一人を殺害するが、カイザのグランインパクトに倒される。
その他の登場作品
『仮面ライダーディケイド』
テレビシリーズと劇場版『劇場版 仮面ライダーディケイド オールライダー対大ショッカー』に登場。テレビシリーズでは、スマートブレインハイスクールに通えなかった女子生徒が変身。劇場版では、大ショッカーの一員として登場。

ワイルドボアオルフェノク
イノシシの特質を備えたオルフェノク。スマートブレイン社の男性社員が変化する。スマートブレイン本社に潜入した解放軍兵士を逆襲する。その後、木場たちを独断で抹殺しようとしたため村上の怒りを買い、サイガによって粛正された。
その他の登場作品
『劇場版 仮面ライダーディケイド オールライダー対大ショッカー』
大ショッカーの一員として登場。

ペリカンオルフェノク
ペリカンの特質を備えたオルフェノク。スマートブレイン社の男性社員が変化する。スマートブレイン本社に潜入した解放軍兵士を逆襲する。その後、木場たちを独断で抹殺しようとしたため村上の怒りを買い、サイガによって粛正された。
その他の登場作品
『劇場版 仮面ライダーディケイド オールライダー対大ショッカー』
大ショッカーの一員として登場。

スラッグオルフェノク
ナメクジの特質を備えたオルフェノク。スマートブレイン社の男性社員が変化する。スマートブレイン本社に潜入した解放軍兵士を逆襲する。その後、木場たちを独断で抹殺しようとしたため村上の怒りを買い、サイガによって粛正され、人間態に戻った後に首の骨を折られた。
- デザインはスネイルオルフェノクの流用のため、デザインは起こされていない。ボディは後にスロースオルフェノクに流用された。

その他の登場作品
『劇場版 仮面ライダーディケイド オールライダー対大ショッカー』
大ショッカーの一員として登場。

ジラフオルフェノク
キリンの特質を備えたオルフェノク。カフェのアベックの女性客が変化する。友人のロングホーンオルフェノクの人間態とスマートブレイン社社屋前の広場のカフェテラスでデート中に食事していたところ、逃走中の解放軍兵士がよろけてぶつかってテーブルがひっくり返ったことで飲んでいたコーヒーがこぼれたため怒ってロングホーンと共に彼を襲う。使徒再生は口から触手を伸ばして行う。ディレクターズカット版ではカイザに倒されている。
その他の登場作品
『劇場版 仮面ライダーディケイド オールライダー対大ショッカー』
大ショッカーの一員として登場。

ロングホーンオルフェノク
カミキリムシの特質を備えたオルフェノク。カフェのアベックの男性客が変化する。ディレクターズカット版ではカイザに倒されている。

ライオンオルフェノク
ライオンの特質を備えたオルフェノク。スマートブレイン社SWAT部隊隊長が変化する。胸の顔から出す光の膜で防御することが可能。ライオトルーパーの変身が真理のバズーカ砲弾によって解除された後に、オルフェノク態に変化して部下の乗るジャイロアタッカーの台座に立って追撃する。その後、再び人間居住区を襲うも啓太郎が変身したカイザのゴルドスマッシュに倒された。作中では未使用だが、テレビマガジンなどの雑誌では長槍を持ったグラビア写真も存在する。胸のライオンの頭の口から3,000℃の高熱火炎を吐き出すことができるがこちらも未使用。
- ワンカット目でも判別できるよう、顔は人間に近い構成となっている。フィン状のモミアゲのようなものとなっているが、獅子の頭のような長いたてがみは頭にはなかったという。ライオンのため獅子面を胸に置き、それ以外はアフリカの戦士というイメージでまとめている。スーツは後にコーラルオルフェノクに改造された。

その他の登場作品
小説『S.I.C. HERO SAGA MASKED RIDER 555 EDITION -ロスト・ワールド-』
レオの正体であると作中で解説されている。

モールオルフェノク
モグラの特質を備えたオルフェノク。ライオトルーパー部隊員が変化する。劇中では変身解除と共に1秒しか映らなかった。

ムースオルフェノク
ヘラジカの特質を備えたオルフェノク。スマートブレイン社社員が変化する。こちらもわずか1秒のみの登場。
またテレビシリーズ26話では仮面ライダーデルタに変身した徳本恭輔が倒したオルフェノクとして登場しているが、一瞬しか映らない上に映像加工によってぼやけてしまっている。

ホースオルフェノク（激情態、激情疾走態）
ウマの特質を備えたオルフェノク。木場勇治が変化する。激情態はテレビシリーズ最終回にも登場し、ファイズ・ブラスターフォームと互角に戦った。

クレインオルフェノク（激情態、激情飛翔態）
ツルの特質を備えたオルフェノク。長田結花が変化する。毒矢を武器として用いる。
- 激情飛翔態の鳥脚と翼への変化は、飛翔態のデザインとして考えられていたものである。

エラスモテリウムオルフェノク激情態
エラスモテリウムの特質を備えたオルフェノク。人間的な判断力や感情、理性を完全に失うことで巨大な獣化形態を恒常的に維持しており、スマートブレイン社の闘犬のような存在。テレビシリーズや本作品も含めた全オルフェノクの中で最大、最重量のサイズを誇り、巨大な角ビーストホーンと両肩部の角バスターダブルホーン、鼻孔から発射する毒針が武器。また、オートバジンバトルモードを踏み砕き、ホースオルフェノクも踏みつけることで失神させた。人間解放軍への見せしめに真理の処刑に使われたが、乱入した巧＝ファイズや人間の心を取り戻した木場＝オーガに阻止され、オーガストランザーで吹き飛ばされたところにファイズブラスターフォームのフォトンバスターを受け外殻が剥がれ落ちて絶命する。
小説版ではスマートブレイン社のOLたちが変身した複数個体が登場。
- 人が変化したオルフェノクのため、怪獣ではなく、能力を暴走させて身体の一部が超肥大化したという解釈となっているため、人には戻れないエクスキューズが加えられた。巨大なツノをつけて特徴的なシルエットにしたため、エラスモテリウムがモチーフとなり、自我を失った人間態の姿をツノの一部に埋め込んでいる。四つ足ではあるが、人間の骨格の構成となっている。頭と手足に動く箇所としてチェーン状のものを側面に垂れ下げている。

ウルフオルフェノク（疾走態）
オオカミの特質を備えたオルフェノク。乾巧が変化する。

### テレビシリーズ登場済
スネークオルフェノク以外は、テレビシリーズと異なりスマートブレイン社員が変化。
- エレファントオルフェノク
- オウルオルフェノク
- スネークオルフェノク

## キャスト
- 乾巧 - 半田健人
- 園田真理 - 芳賀優里亜
- 木場勇治 - 泉政行
- ミナ - 黒川芽以
- 菊池啓太郎 - 溝呂木賢
- 長田結花 - 加藤美佳
- スマートレディ - 栗原瞳
- 海堂直也 - 唐橋充
- 草加雅人 - 村上幸平
- 水原 - 速水もこみち
- 解放軍[注釈 11][40] - 白井圭太、勝野洋輔、直也、藤榮史哉、鈴木美紀、高橋由衣、田中はるか
- 真田幹也、OSAMU、山内良友、伊達直斗、浜谷康幸、羽根田陽一、今村優汰
- ミナ（幼少期）[注釈 11] - 志田未来
- スマートブレイン社員[注釈 11] - 城山未帆
- 顔[注釈 11] - 納谷悟朗、加藤精三、飯塚昭三（特別出演）
- おばさん[41][注釈 11] - 角替和枝（友情出演）
- 隣の店主[41][注釈 11] - 田口主将（友情出演）
- ミナの父[注釈 11] - 津田寛治（友情出演）
- モトクロス - 芹沢太麻樹、成田亮[40]、芹沢勝樹、川島雄一郎
- レオ - ピーター・ホー
- 野村 - 大高洋夫
- 村上峡児 - 村井克行
- スマートブレイン社SWAT部隊隊長[18] - 柴﨑貴行（カメオ出演）[6][注釈 1]
- m.c.A・T[40][注釈 1]

### 声の出演
- ナレーション - 鈴木英一郎
- ライオンオルフェノク - 小山剛志

### スーツアクター
- ファイズ[42][43]、ウルフオルフェノク[43]、仮面ライダーカイザ（啓太郎変身時）[44] - 高岩成二
- カイザ[43] / オーガ[45][43]、ホースオルフェノク[43] - 伊藤慎
- サイガ[46][43]、クレインオルフェノク[46] - 永瀬尚希
- ライオンオルフェノク[47][43]、オートバジン[47][7][43]、仮面ライダーオーガ[48] - 押川善文
- 岡田良治
- 高橋光
- 白井雅士
- 岩上弘数
- 矢部敬三
- 水谷健
- 佐藤賢一
- 橋本恵子
- 園田真理（吹き替え）[40] - 橋口未和
- 三住敦洋
- 今吉渉
- 渡辺淳
- 山口喜生
- 益田康弘
- 田村智樹
- 金子佳代

## スタッフ
- 原作 - 石ノ森章太郎
- 脚本 - 井上敏樹
- 製作 - 福湯通夫（東映）、泊懋（東映アニメーション）、早河洋（テレビ朝日）
- 企画 - 鈴木武幸（東映）、木村純一（テレビ朝日）、日達長夫（東映ビデオ）、竹内淳（バンダイ）、中嶋健二（アサツー ディ・ケイ）、福中脩（東映エージエンシー）
- 音楽 - 松尾早人
- 撮影 - 松村文雄
- 照明 - 斗沢秀
- 美術 - 大嶋修一
- 録音 - 大井徹
- 監督補 - 鈴村展弘
- 制作主任 - 富田幸弘[41]
- ダンス指導 - 斎藤千雪（ダンス・エレマン）
- スチール - 奈良英雄[41]
- 舞踏会ドレス製作 - 竹田団吾（劇団☆新感線）[41]
- 制作担当 - 竹内洪太
- 記録 - 森みどり
- 助監督 - 田澤裕一、狩山俊輔、境壮太、安井祥二
- ファイズフォン造型 - 宮城デザインモデル
- キャラクターデザイン - 早瀬マサト（石森プロ）、野中剛・鈴木和也・竹内一恵・小林大祐・山田耕司・吉野修広（PLEX）
- クリーチャーデザイン - 篠原保
- 編集 - 長田直樹
- 整音 - 曽我薫
- 特撮監督 - 佛田洋
- VFXスーパーバイザー - 高橋政千（特撮研究所）、佐藤敦紀（Motor/lieZ）、沖満（日本映像クリエイティブ）
- コンテ - なかの★陽
- アクション監督 - 宮崎剛（ジャパン アクション エンタープライズ）
- スーパーバイザー - 小野寺章（石森プロ）
- プロデュース - 白倉伸一郎、武部直美、宇都宮孝明、濱田千佳（テレビ朝日）
- 仮面ライダー555製作委員会（東映、東映アニメーション、テレビ朝日、東映ビデオ、アサツー ディ・ケイ、東映エージエンシー、バンダイ）
- 監督 - 田﨑竜太
- 配給 - 東映[41][注釈 1]

## 主題歌
「Justiφ's -Accel Mix-」
作詞 - 藤林聖子 / 作曲 - 佐藤和豊 / 編曲 - 三宅一徳 / 歌 - ISSA
『仮面ライダーファイズ 劇場版オリジナルサウンドトラック』には劇場サイズのみ収録されている。DC版で使用されたフルサイズは2022年発売の『仮面ライダー 50th Anniversary SONG BEST BOX』において初収録された。

## 映像ソフト化
- 555リポート 劇場版『仮面ライダー555 パラダイス・ロスト』メイキング（DVD1枚組、2003年8月8日発売）
  - 撮影風景のドキュメンタリー、スタッフやキャストのインタビューを収録。
- 劇場版 仮面ライダー555 パラダイス・ロスト 通常版（DVD1枚組、2004年1月21日発売）
  - 本編：劇場公開版本編を収録
  - 映像特典
    - 製作発表会
    - 初日舞台挨拶
    - 劇場予告
    - TVスポットPR
    - データファイル
    - ポスターギャラリー

  - 初回限定特典
    - 特製トレーディングカード（3枚）
- 劇場版 仮面ライダー555 パラダイス・ロスト Blu-ray（1枚組、2009年6月21日発売）
  - 本編：劇場公開版本編を収録
  - 映像特典
    - 劇場予告
- 劇場版 仮面ライダー555 パラダイス・ロスト ディレクターズカット版（DVD2枚組、2004年5月21日発売[49]）
  - ディスク1：本編DVD（約10分の未公開エピソードやバトルシーンを追加し、エンディングロール内のメッセージ変更などを行い、再編集を施した本編を収録）
    - 映像特典
      - TVスポットPR（テロップ無しver.）

    - 音声特典
      - オーディオコメンタリー（監督：田﨑竜太）

  - ディスク2：特典DVD
    - ファイズリポート DC補完版
    - 完成披露試写会
    - 渋谷HMVトークショー
    - 公開前夜祭
    - 検証6.22〜奇跡の一日〜
    - 鈴鹿8耐555参戦
- 仮面ライダー555 THE MOVIE コンプリートBlu-ray（2枚組、2023年9月13日発売）
  - ディスク1：『劇場版 仮面ライダー555 パラダイス・ロスト』劇場公開版Blu-ray
    - 映像特典
      - 劇場予告

  - ディスク2：『劇場版 仮面ライダー555 パラダイス・ロスト』ディレクターズカット版Blu-ray
    - 音声特典
      - オーディオコメンタリー（監督：田﨑竜太 / DVD版と共通）

    - 映像特典
      - 555リポート 『劇場版 仮面ライダー555 パラダイス・ロスト』メイキング
      - 555リポート 『劇場版 仮面ライダー555 パラダイス・ロスト』メイキング DC補完版
      - 製作発表会
      - 完成披露試写会
      - 渋谷HMVトークショー
      - 公開前夜祭
      - 初日舞台挨拶
      - TVスポットPR
      - 検証6.22〜奇跡の一日〜
      - 鈴鹿8耐555参戦

    - 初回限定特典
      - ブックレット（8P）

## 他媒体展開

### テレビシリーズ
『仮面ライダー555』
『仮面ライダーディケイド』
仮面ライダーサイガと本作品オリジナルのオルフェノクが登場。

### 他映画
『劇場版 仮面ライダーディケイド オールライダー対大ショッカー』（2009年8月8日公開）
『仮面ライダーディケイド』の映画作品。本作品オリジナルのオルフェノクが登場。
『仮面ライダー×仮面ライダー×仮面ライダー THE MOVIE 超・電王トリロジー EPISODE YELLOW お宝DEエンド・パイレーツ』（2010年6月19日公開）
『仮面ライダー電王』と『仮面ライダーディケイド』の映画作品。仮面ライダーオーガが登場。

### 小説
555（ファイズ）
桜庭一樹による日本の小説。角川書店より、2003年8月25日に刊行された。
青春小説の名手として知られる桜庭らしく、『仮面ライダー555』の青春ドラマとしての側面を強調した造りで、映画では出番の少なかったミナや、とことん身勝手だった水原にも読者が共感できるよう、人物の内面がじっくりと書き込まれている。また、草加雅人の性格が多少ひねくれている程度になっていたり、水原が巧に協力的な好人物だったりと、一部の登場人物の性格が劇場版から変更されている。反面、サイガやライオトルーパーが全く登場しない（最初から存在しない設定になっている模様）など、アクション描写は簡素化されている。その他、劇中で「仮面ライダー」という語が使われたり、花形の存在や真理と雅人の過去・流星塾の存在など、劇場版では省かれたテレビシリーズの設定も取り入れられているといった相違が存在する。
- 桜庭一樹、石ノ森章太郎（原作）、井上敏樹（原案）『555』角川書店、2003年8月25日。ISBN 978-4-04-873489-9。

『S.I.C. HERO SAGA MASKED RIDER 555 EDITION -ロスト・ワールド-』
著：早瀬マサト。ジオラマ小説。本作品の前日譚。レオがライオンオルフェノクとされているなど、同作品独自の設定・描写も見受けられる。